# Lothar Knaak
Lothar Paul Knaak-Sommer (* 3. April 1925 in Ascona; † 18. August 2006; Pseudonyme: Paul von Manthey und Opunzius) war ein Schweizer Psychotherapeut.
Lothar Knaak war kaschubischer Herkunft. Er war Fachpsychologe für Psychotherapie FSP und verfasste zahlreiche Schriften bzw. hielt zahlreiche Vorträge über Suchtkrankheiten. Sein bekanntestes Buch ist das mit Boris Luban-Plozza erstmals 1979 veröffentlichte Der Arzt als Arznei, das in mehreren Auflagen erschien.

## Veröffentlichungen (Auswahl)
- mit Boris Luban-Plozza: Der Arzt als Arznei – Das therapeutische Bündnis mit den Patienten. Deutscher Ärzte-Verlag, Köln-Lövenich 1979; 3., überarbeitete Auflage mit neuem Untertitel Das therapeutische Bündnis mit dem Patienten und unter Mitarbeit von Hans H. Dickhaut: ebenda 1982, ISBN 978-3-7691-2316-6; Neuauflage mit Kurt Laederach-Hofmann 2002, ISBN 978-3-7691-1186-6.